# Lebrecht d'Anhalt-Zeitz-Hoym
Lebrecht d'Anhalt-Zeitz-Hoym (né le 28 juin 1669 à Bernbourg; † 17 mai 1727 à Ems) est un prince allemand de la maison d'Ascanie et le souverain d'Anhalt-Zeitz-Hoym issu de la lignée d'Anhalt-Bernbourg et qui prend ensuite le nom avec son fils d'Anhalt-Bernbourg-Schaumbourg-Hoym.

## Biographie
Lebrecht est le plus jeune fils du prince Victor-Amédée d'Anhalt-Bernbourg né de son mariage avec Élisabeth († 1677), fille du comte Frédéric de Palatinat-Deux-Ponts († 1661). Lebrecht reçoit une éducation soignée, qui se termine par un Grand Tour. En 1688, il entre au service du Saint-Empire et rejoint l'armée de Hesse-Cassel. Il combat en Hongrie et sur le Rhin. En tant que fils cadet Lebrecht, obtient en partage Hoym après qu'il a déjà reçu les domaines de Belleben et Zeitz, il perçoit également une somme d'argent. Après avoir acquis, par mariage, le contrôle des domaines de Schaumbourg et Holzappel, il fonde ce que l'on nomme la lignée d'Anhalt-Bernbourg-Schaumbourg-Hoym. Avec son frère aîné Charles-Frédéric d'Anhalt-Bernbourg, qui revendique l'application de la primogéniture dans le pays, il a des querelles constantes, qui  aboutissent même à un conflit et à l'occupation militaires de Hoym. Le différend n'est réglé qu'en 1709, mais une rupture intervient ensuite et les disputes familiales perdurent même après la mort des deux frères.

## Unions et postérité
Lebrecht contracte une première union qui lui permet d'accroitre sensiblement ses possessions familiales

### Premier mariage
Par contrat du 1er septembre 1690 conclu entre son père et Élisabeth-Charlotte d'Holzappel, Lebrecht est fiancé à Charlotte (née au château de Schaumbourg près de Balduinstein dans le Palatinat du Rhin, le 28 septembre 1673 - morte à Bernbourg, le 31 janvier 1700), la plus jeune des trois filles survivantes de la comtesse et de son dernier époux le prince Adolphe de Nassau-Schaumbourg († 1676) un fils cadet de Louis-Henri de Nassau-Dillenbourg. Aux termes de ce contrat, Charlotte est déclarée seule héritière du comté de Holzappel qui comprend les cités de Holzappel et Charlottenberg ainsi que la seigneurie de Schaumburg Le mariage est consacré au château de Schaumburg le 12 avril 1692 et les époux donnent naissance à cinq enfants:
- Victor Ier d'Anhalt-Bernbourg-Schaumbourg-Hoym.
- Frédéric-Guillaume (Schaumbourg, 12 avril 1695 - †  à la bataille de Denain le 24 juillet 1712).
- Élisabeth-Charlotte (Bernbourg, 4 décembre 1696 - † Schaumbourg, 14 juin 1754).
- Christian (Bernbourg, 27 novembre 1698 - † au combat à Palerme, 29 avril 1720).
- Victoria Hedwige (Bernbourg, 30 janvier 1700 - † Schaumbourg, 10 février 1701).

Charlotte meurt en 1700, avant sa mère, Élisabeth Charlotte de Holzappel-Schaumbourg, faisant de son fils ainé Victor l'héritier présomptif du comté d'Holzappel et de la seigneurie de Schaumbourg. Quand la comtesse Élisabeth-Charlotte meurt à son tour en 1707, Victor Amédée Adolphe lui succède comme comte d'Holzappel et Schaumbourg.

### Second mariage
Devenu veuf, Lebrecht va servir dans les Pays-Bas où il tombe amoureux de la jeune baronne Eberhardine-Jacobine-Wilhelmine de Weede (née à Grave, 9 août 1685 - morte à Grave, 13 février 1724), fille du baron Jean-Georges de Weede, gouverneur de Grave. Créé baron par l'empereur en 1675 c'est un protestant mais époux d'une Catholique qui élevait leur fille dans sa religion. Le couple se marie à Grave le 27 juin 1702. Ils ont six enfants:
- Victoria-Sophie (Zeitz, 10 janvier 1704 - † Zeitz, 18 mai 1704).
- Charlotte-Wilhelmine d'Anhalt-Bernbourg-Hoym (Schaumbourg, 24 novembre 1704 -  Barchfeld, † 11 novembre 1766), épouse le 31 octobre 1724  le Landgrave Guillaume de Hesse-Philippsthal-Barchfeld.
- Jean-Georges (Zeitz, 30 octobre 1705 - † Zeitz, 18 mai 1707).
- Joseph-Charles (Zeitz, 26 décembre 1706 - † Zeitz, 18 février 1737).
- Sophie Christine d'Anhalt-Bernbourg-Schaumbourg-Hoym (Zeitz, 6 février 1710 - † Neustadt an der Orla, 26 October 1784), épouse le 10 novembre 1728 le prince Christian de Schwarzbourg-Sondershausen.
- Victor Lebrecht (Zeitz, 7 novembre 1711 - † Zeitz, 5 décembre 1737).

Dans un contrat du 23 février 1703, Lebrecht expose qu'après la mort de son épouse il ne souhaitait pas se remarier afin de ne pas réduire les possessions de la maison d'Anhalt par de futurs partages. Mais qu'il avait trouvé le moyen de concilier sa conscience avec ses intentions en réalisant une union avec une personne qu'il considèrera seulement comme une compagne mais qui n'aura pas le désir d'accéder au rang princier, en contractant une union morganatique ce qui n'était pas inhabituel en Allemagne après une première union de rang princier et permettait d'obtenir le consentent paternel à un tel ce mariage. L'acte est signé devant un notaire et des témoins, il spécifie que la Baronne de Weede ne revendique pas le rang de princesse ou ne cherchera pas à l’obtenir mais reste une baronne sous le nom de « Baronne de Bähringen », et que jamais elle n'utilisera le titre ou les armoiries d'Anhalt pour elle-même. Une somme de 45,000 Thalers  lui est destinée ainsi qu'à ses enfants, afin qu'ils puissent acquérir des domaines suffisants. Si elle devait mourir sans héritier, ou après l'extinction de ses descendants, la somme ou les biens acquis avec cette somme devront retourner à son mari ou à ses héritiers. Malgré ce contrat explicite, Lebrecht a demandé et obtenu de l'Empereur l'élévation de son épouse au rang de comtesse, titrée  « Hoch und Wohlgebohren » ainsi que de nouvelles armoiries (1er août 1705). Le père de Lebrecht est intervenu en vain afin de faire annulée cette élévation. Après la mort de  Lebrecht, les deux fils survivants de cette union avec la comtesse de Weede obtiennent le Bailliage de Zeitz, mais tous deux meurent célibataire et sans enfant.

### Troisième mariage
Le 14 septembre 1725 Lebrecht épouse en troisièmes noces morganatiques Sophie-Sibylle d'Ingersleben (née le 18 mars ? 1684  - morte à Hoym, 31 mars 1726), une dame de sa cour et la fille de Just-Adam d'Ingersleben, un notable de la noblesse d'Anhalt. En dépit des efforts de son époux, le Conseil aulique dénie à Sophie le droit de s'intituler Altesse et princière. Lebrecht ne lui survit que seulement de 14 mois.